# Primnia
Primnia is een geslacht van rechtvleugeligen uit de familie veldsprinkhanen (Acrididae). De wetenschappelijke naam van dit geslacht is voor het eerst geldig gepubliceerd in 1873 door Stål.

## Soorten
Het geslacht Primnia  is monotypisch en omvat slechts de volgende soort:
- Primnia sanctaehelenae (Stål, 1861)